# 基什博道克
基什博道克，是匈牙利杰尔-莫雄-肖普朗州所辖的一个村。总面积9.04平方公里，总人口359，人口密度39.7人/平方公里（2011年1月1日）。